# 格里梅特 (密蘇里州)
格里梅特（英語：Grimmet）是位於美國密蘇里州豪厄爾縣的非建制地區。

## 歷史
格里梅特的郵局於1893年設立，其後於1937年停運。

## 地理
格里梅特所處的海拔為高於海平面331米（即1086英呎），而該地所採用的時區為UTC-6，即北美中部時區（CST）。同時該地設有夏令時間，為UTC-6調快一小時，即UTC-5（CDT）。